# Blagost
Blagost je vrijednost i kvaliteta nečijeg karaktera. Blagost i nježnost imaju dugu povijest u mnogim, ali ne i u svim kulturama. 
Pod blagošću obično se podrazumijeva ljubaznost, razumijevanje i dobronamjernost. Aristotel koristi blagost kao vrlinu koja je u kontrastu prema srdžbi: lako se i žestoko rasrditi je porok, a blagost i nježnost su opravdane i ispravne.
U srednjem vijeku, nastao je pojam "džentlemen" (eng. blag čovjek) ili kavalir povezan s višim društvenim slojevima: i iz njega su proizašli pojmovi gospodin, gospođa i gospoda. Kavalir opisuje muškarca čije je ponašanje u odnosu na druge ljude primjerno, odnosno u skladu s najvišim moralnim kodeksom časti kojeg obično ne dijele, ili rijetko poštuju "obični" ljudi. Karakteristike kavalira su poštovanje bontona, odnosno protokola te iskazivanje poštovanja prema drugim ljudima, a posebno onima koji su fizički ili na neki drugi način slabiji od njega. 